# Лангенбек, Конрад Иоганн Мартин
Конрад Иоганн Мартин Лангенбек (нем. Konrad Johann Martin Langenbeck; 5 декабря 1776, Хорнебург — 24 января 1851, Гёттинген) — немецкий медик, анатом, хирург и офтальмолог. Издатель медицинской литературы.

## Биография
Конрад Лангенбек — сын хорнебургского пастора и дядя хирурга Бернгарда фон Лангенбека. В 1794—1798 годах учился у Фердинанда Лодера в Йенском университете, защитил докторскую диссертацию. Приобрёл богатый опыт проведения хирургических операций в глазной больнице в Хорнебурге, получил от ганноверского королевского дома стипендию на дальнейшее обучение в Венском и Вюрцбургском университетах. В Вюрцбурге учился у Карла Каспара фон Зибольда. В 1802 году получил право преподавания в Гёттингенском университете. В том же году получил звание приват-доцента и поступил на работу хирургом в гёттингенскую академическую больницу под началом Карла Густава Гимли. Уйдя от Гимли, с 1803 года читал лекции по анатомии. В 1804 году был назначен экстраординарным профессором. В 1807 году основал собственный институт хирургии и офтальмологии, в 1814 году получил ставку ординарного профессора Гёттингенского университета и звание генерал-хирурга ганноверской армии. В 1828—1829 годах занимался строительством собственного анатомического театра. В 1806—1813 годах Лангенбек издал в Гёттингене «Библиотеку хирургии и офтальмологии» в четырёх томах. Учениками Лангенбека был Бернгард фон Лангенбек и Луи Штромейер, а также Николай Иванович Пирогов.

## Труды
- Nosologie und Therapie der chirurgischen Krankheiten in Verbindung mit der Beschreibung der chirurgischen Operationen. Dieterich, Göttingen 1823.
- Novum theatrum anatomicum quod Gottingae. Dieterich, Göttingen 1829.
- Handbuch der Anatomie mit Hinweisung auf die Icones anatomicae. 2 Teile in 1 Band. Dieterich, Göttingen 1831—1836.